# Гуро (язык)
Гуро — язык народа гуро, один из языков манде. Распространён в Кот-д’Ивуаре (около 500 тыс. носителей по данным 2015 года) в округах Сасандра-Марауэ и Го-Джибуа, в долине реки Бандама. Официального статуса язык не имеет. На нём ведётся вещание национального радио Кот-д’Ивуара (2 раза в неделю по 15—20 мин.) и телевидения (раз в неделю 5—10 мин.). Используется в богослужении в протестантских церквях. Немногочисленная литература на гуро имеет религиозный и образовательный характер.
Письменность базируется на латинской основе. Алфавит и орфография не стандартизированы. В 2008—2009 годах российскими специалистами Н. В. Кузнецовой, О. В. Кузнецовой и В. Ф. Выдриным предложен новый алфавит и орфография. Алфавит: A a, An an, B b,Bh bh, C c, D d, E e, Ɛ ɛ, Ɛn ɛn, F f, G g, Gb gb, I i, In in, Ɩ ɩ, J j, K k, Kp kp, L l, M m, N n, Nw nw, Ny ny, O o, Ɔ ɔ, Ɔn ɔn, P p, S s, T t, U u, Un un, Ʋ ʋ, V v, W w, Y y, Z z. Высокий тон обозначается акутом (á), низкий — грависом (à), восходящий — диерезисом (ä), нисходящий — циркумфлексом (â), средний тон не обозначается.